# Elecció papal de 1185

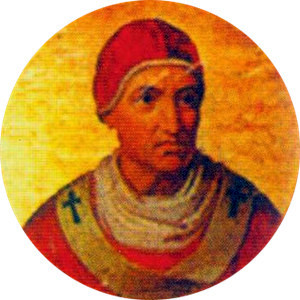
Imatge d'Urbà III, que fou escollit Papa en aquest conclave.

L'elecció papal de 1185 es va convocar després de la mort del papa Luci III, el mateix 25 de novembre de 1185, i acabà amb l'elecció del cardenal Uberto Crivelli de Milà, que va prendre el nom de Papa Urbà III.
Probablement hi havia 26 cardenals al Col·legi Cardenalici a la mort de Luci III. A partir dels estudis de les butlles papals entre l'11 de novembre i el 16 de desembre de 1185 hi hagué 17 electors. Deu dels electors havien estat creats pel papa Luci III, cinc pel papa Alexandre III i dos pel papa Adrià IV. Entre els absents n'hi havia quatre de creats per Alexandre III, tres per Luci III, un per Adrià IV i un pel papa Luci II.
El papa Luci III va morir a Verona el 25 de novembre de 1185 molt gran. El mateix dia, divuit cardenals que havien estat presents al seu llit de mort van començar a treballar per elegir el seu successor. La majoria procedia del nord d'Itàlia i formaven una facció radical anti-imperial, mentre els cardenals moderats, la majoria romans, eren absents. En aquestes circumstàncies, els cardenals del nord d'Itàlia ràpidament van assegurar l'elecció del seu candidat, Uberto Crivelli of Milan. Va ser elegit per unanimitat poques hores després de la mort de Luci III, i va prendre el nom de Papa Urbà III. Fou coronat a Verona l'1 de desembre de 1185. Després de la seva elecció papal, va conservar l'administració de la Arquebisbat de Milà.